# Spangdahlem
Spangdahlem est une municipalité allemande située dans l'arrondissement d'Eifel-Bitburg-Prüm dans le Land de Rhénanie-Palatinat.
La grande base de l'United States Air Force de Spangdahlem Air Base est située à proximité.